# Lista przemyskich posłów do Rady Państwa
Lista przemyskich posłów do austriackiej Rady Państwa w Wiedniu.

## Kadencje I-IV
W tym okresie (1861–1873) posłowie nie byli wybierani, lecz wyznaczani przez Sejm Krajowy Galicji.

### Kadencja II (20 maja 1867 - 21 maja 1870)
1. Maurycy Kraiński (z kurii wirylistów i własności większej, wybrany 8 listopada 1869, złożył mandat 31 marca 1870)
2. Tomasz Polański (delegat miast Drohobycz, Jarosław, Przemyśl, Sambor)

### Kadencja III (15 września 1870 - 10 sierpnia 1871)
1. Władysław Badeni (delegat miast, wybrany w okręgu Jarosław)
2. Jan Kanty Szeptycki (kuria wiejska, okręg Jaworów)

### Kadencja IV (27 grudnia 1871 - 7 września 1873)
1. Seweryn Smarzewski (kuria wirylistów i własności większej)
2. Władysław Badeni (delegat miast, wybrany w okręgu Jarosław, złożył mandat 15 listopada 1872, na jego miejsce z okręgu Przemyśl 4 grudnia 1872 wybrano Adama Sapiehę)
3. Jan Kanty Szeptycki (kuria wiejska, okręg Jaworów)

## Kadencje V-X
Wybory w tym okresie były prowadzone według systemu kurialnego (zależnego od majętności wyborców).

### Kadencja V (4 listopada 1873 - 22 maja 1879)
1. Zygmunt Kozłowski (I kuria własności większej, okręg Przemyśl-Jarosław)
2. Aleksander Dworski (II kuria gmin miejskich)
3. Antin Juzyczynśkyj (IV kuria gmin wiejskich, okręg Przemyśl-Bircza-Mościska)

### Kadencja VI (7 października 1879 - 23 kwietnia 1885)
1. Zygmunt Kozłowski (I kuria)
2. Aleksander Dworski (II kuria, zrzekł się mandatu w lecie 1880, na jego miejsce wybrano 30 września Edwarda Rittnera, który zrzekł się mandatu w jesieni 1883, na jego miejsce wybrano 7 grudnia 1883 Władysława Łozińskiego)
3. Józef Tyszkowski (IV kuria, zmarł 2 lutego 1882, na jego miejsce wszedł 25 kwietnia 1882 Antoni Tyszkowski)

### Kadencja VII (22 września 1885 - 23 stycznia 1891)
1. Stanisław Wysocki (I kuria)
2. Zygmunt Sawczyński (II kuria)
3. Antoni Tyszkowski (IV kuria)

### Kadencja VIII (9 kwietnia 1891 - 22 stycznia 1897)
1. Władysław Kraiński (I kuria)
2. Witold Lewicki (II kuria)
3. Antoni Tyszkowski (IV kuria, zmarł 8 maja 1895, na jego miejsce wszedł 26 marca 1896 Paweł Tyszkowski)

### Kadencja IX (27 marca 1897 - 7 września 1900)
1. Leon Wojciech Chrzanowski (I kuria, zmarł 17 marca 1899, na jego miejsce wszedł Stanisław Dąmbski, który złożył mandat w lutym 1900, na jego miejsce 8 maja 1900 wszedł Kazimierz Szeptycki)
2. Henryk Kolischer (II kuria)
3. Paweł Tyszkowski (IV kuria)
4. Witold Lewicki (V kuria powszechna, okręg Przemyśl-Mościska-Ruski-Sambor-Drohobycz)

### Kadencja X (31 stycznia 1901 - 30 stycznia 1907)
1. Kazimierz Szeptycki (I kuria)
2. Hugo Królikowski (II kuria)
3. Paweł Tyszkowski (IV kuria)
4. Adam Doboszyński (V kuria)

## Kadencje XI i XII
Wprowadzono wybory powszechne według okręgów terytorialnych.

### Kadencja XI (17 lutego 1907 - 30 marca 1911)
1. Herman Lieberman (okręg 13 Przemyśl)
2. Władysław Czaykowski (okręg 61 Przemyśl–Niżankowice–Dobromil)
3. Hryhorij Cehłynśkyj (okręg 61 Przemyśl–Niżankowice–Dobromil; wraz z W. Czaykowskim w wyniku ponownego głosowania[1])

### Kadencja XII (17 lipca 1911 - 12 października 1918)
1. Herman Lieberman (okręg 13 Przemyśl)
2. Władysław Czaykowski (okręg 61, zrzekł się mandatu 30 stycznia 1918, na jego miejsce wszedł Władysław Grzędzielski)
3. Hryhorij Cehłynśkyj (okręg 61, zmarł 23 października 1912, na jego miejsce wszedł Wołodymyr Zahajkewycz)

## Literatura
- Tomasz Pudłocki: Iskra światła czy kopcąca pochodnia? Inteligencja w Przemyślu w latach 1867-1939. Kraków, 2009. ISBN 978-83-88737-34-3.